# Rue de Choiseul
La rue de Choiseul est une voie du 2e arrondissement de Paris.

## Origine du nom
Cette rue porte le nom d'Étienne-François de Choiseul-Beaupré-Stainville, ministre de la Guerre et ministre des Affaires Étrangères sous Louis XV.

## Historique

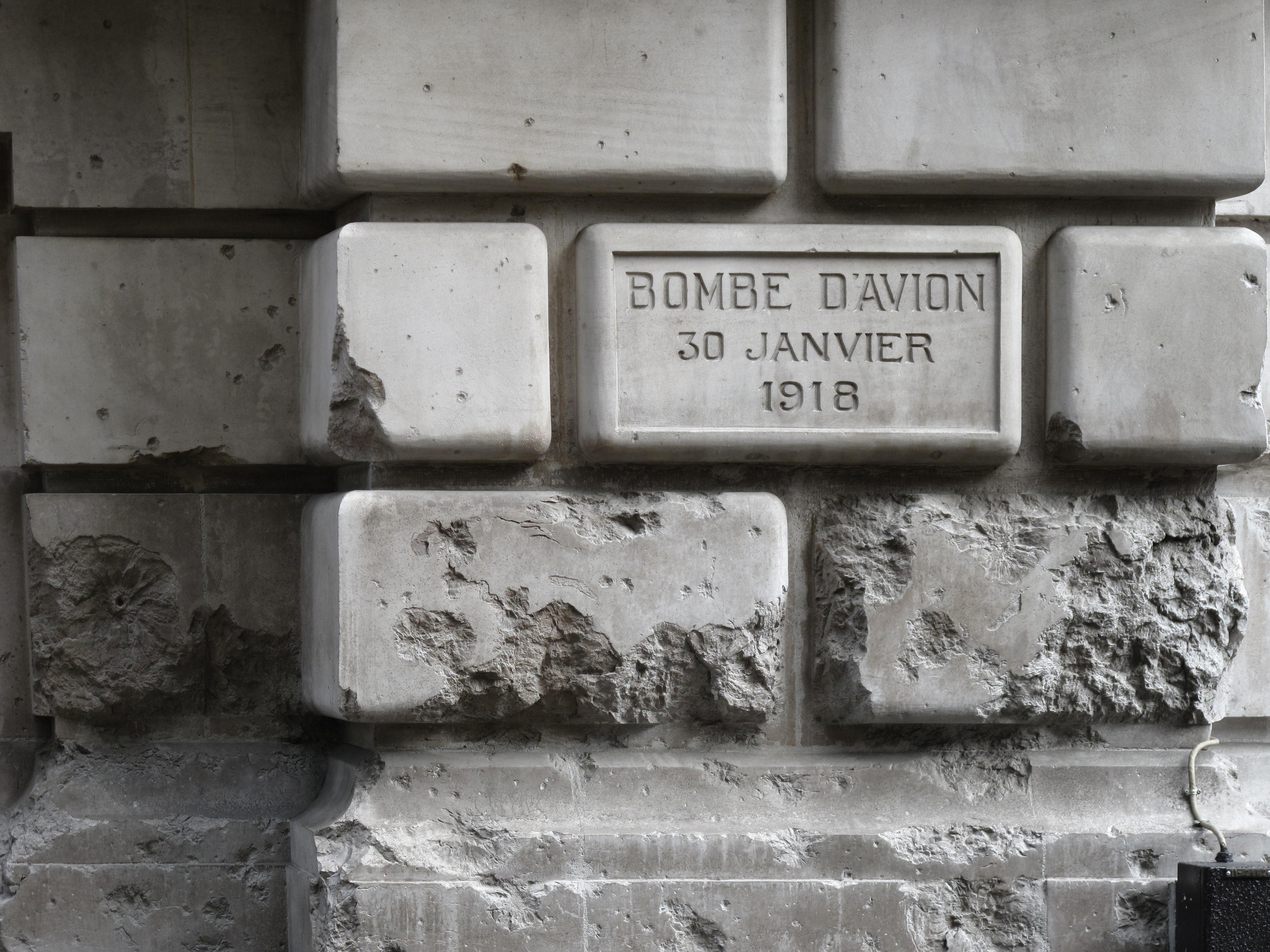
Inscription au no 15.

Cette rue a été percée sur l’emplacement d’un hôtel particulier, l’hôtel de Choiseul. Ce bâtiment appartenait à la comtesse de Choiseul-Beaupré et ouvrait sur la rue Saint-Augustin. La comtesse avait obtenu en 1776 le percement d’une impasse depuis le boulevard à travers les jardins de son hôtel. La rue fut créée par le prolongement de cette impasse.
Le 30 janvier 1918, durant la Première Guerre mondiale, le no 15 rue de Choiseul est touché lors d'un raid effectué par des avions allemands.
Le côté est de la rue est occupé par le siège central du Crédit lyonnais.

## Bâtiments remarquables et lieux de mémoire
- No 1 : Charles Nodier y a habité de 1819 à 1823.
- No 1 ou 3 (selon les années et les publications) : siège des Avions Mauboussin de 1928 à 1939
- No 3 : siège du joaillier Mauboussin de 1923 à 1946[3]
- No 4 : Adolphe Thiers, alors jeune journaliste, y habita l'année 1822.
- No 12 : emplacement d'un passage nommé les galeries de Fer, aujourd'hui disparu, où furent faits les premiers essais publics d'éclairage au gaz[4],[1].
- No 15 : Eugène Delacroix y habita l'année 1828.
- No 22 : ici s'installe, de 1853 à 1859, le photographe américain Warren T. Thompson[5]. Son studio sera reprit de 1859 à 1864 par le photographe russe Sergueï Lvovitch Levitsky (1819-1898) son ancien associé à une autre adresse entre 1847 et 1849. Celui-ci vend à son tour à son associé Augustin Aimé Joseph Le Jeune en 1864 et semble avoir cessé son activité vers 1872 pour se retirer avec son épouse dans le château de Monte-Cristo dont ils sont devenus les propriétaires[6]

### Littérature
Émile Zola y situe l’action de Pot-Bouille, dixième roman de la série des Rougon-Macquart, paru en 1882.
Gustave Flaubert situe au no 24 bis le lieu où son personnage, Frédéric Moreau, vient observer Mme Arnoux dans L'Éducation sentimentale.

## Pour approfondir